# Villar de Samaniego
Pour les articles homonymes, voir Samaniego.
Villar de Samaniego est une commune de la province de Salamanque dans la communauté autonome de Castille-et-León en Espagne.